# YUKI'S BRAND
『YUKI'S BRAND』（ユキズ・ブランド）は、斉藤由貴のコンピレーション・アルバム。1987年12月16日発売。発売元はポニーキャニオン。規格品番：C28A0613（LP）。

## 概要
1980年代中期のスタジオ・アルバム『ガラスの鼓動』・『チャイム』・『風夢』から、斉藤由貴自身が作詞をした楽曲のみで選曲された、コンピレーション・アルバム。ベスト・アルバムの類ではあるが、シングルA面曲は収録されていない。
LP帯のコピー：斉藤由貴 作詞曲をあつめた、ふわふわベストアルバム
収録曲のうち、「眠り姫」はポニーキャニオンより2005年に発売されたバラード・コンピレーション『Jewel Ballads』にリマスタリング済の高音質で収録された。 またCD盤のみ、インストゥルメンタルの「千の風音」が追加され、「家族の食卓」は『風夢』収録のオリジナル音源よりも前奏の長い、ロング・ヴァージョンとなっている。当楽曲は2007年にリアレンジ&ヴォーカル・ニュー・ヴァージョンが発表された。その音源はシングル「悲しみよこんにちは（21st century ver.）」の4曲目に収められている。
歌詞ブックレットには、楽曲毎に斉藤のコメントを掲載。本アルバムリリース以降は歌詞だけにとどまらず、フォト付詩集を発表したり、ミュージカル劇中歌の詞を担当したりしている。
2009年には歌手デビュー25周年企画の一環として、特別なCDプレーヤーを購入することなく高音質再生が可能であるとされるHiQualityCD（HQCD）仕様で発売された。ボーナス・トラックとして、スタジオ・アルバム未収録のシングルB面曲などが追加され、カタログ等におけるアルバム・タイトルは『YUKI'S BRAND 25th Special』とされている。また、歌詞ブックレット巻末には制作プロデューサーである長岡和弘のコメント付。

## 収録曲

### LP
| 全作詞: 斉藤由貴、全編曲: 武部聡志（特記以外）。 |                                        |           |            |      |
| #                                                | タイトル                               | 作詞      | 作曲       | 時間 |
| 1.                                               | 「予感」                               | 斉藤由貴  | 亀井登志夫 | 5:00 |
| 2.                                               | 「月野原」(編曲: 武部聡志・崎谷健次郎) | 斉藤由貴  | 崎谷健次郎 | 3:24 |
| 3.                                               | 「お引越し・忘れもの」                 | 斉藤由貴  | 亀井登志夫 | 4:48 |
| 4.                                               | 「いちご水のグラス」                   | 斉藤由貴  | MAYUMI     | 4:33 |
| 5.                                               | 「記憶」                               | 斉藤由貴  | 鈴木康博   | 4:38 |
| 6.                                               | 「今だけの真実」                       | 斉藤由貴  | MAYUMI     | 4:49 |
| 合計時間:                                        | 合計時間:                              | 合計時間: | 27:12      |      |

| 全作詞: 斉藤由貴、全編曲: 武部聡志。 |                          |           |            |      |
| #                                    | タイトル                 | 作詞      | 作曲       | 時間 |
| 1.                                   | 「体育館は踊る」         | 斉藤由貴  | 崎谷健次郎 | 3:45 |
| 2.                                   | 「アクリル色の微笑」     | 斉藤由貴  | 崎谷健次郎 | 3:49 |
| 3.                                   | 「風・夢・天使」         | 斉藤由貴  | 武部聡志   | 4:37 |
| 4.                                   | 「あなたの声を聞いた夜」 | 斉藤由貴  | 来生たかお | 4:15 |
| 5.                                   | 「眠り姫」               | 斉藤由貴  | 飯島真理   | 3:57 |
| 6.                                   | 「家族の食卓」           | 斉藤由貴  | 岡本朗     | 4:45 |
| 合計時間:                            | 合計時間:                | 合計時間: | 25:08      |      |

### CD
| 全作詞: 斉藤由貴、全編曲: 武部聡志（特記以外）。 |                                        |           |            |      |
| #                                                | タイトル                               | 作詞      | 作曲       | 時間 |
| 1.                                               | 「予感」                               | 斉藤由貴  | 亀井登志夫 | 5:00 |
| 2.                                               | 「月野原」(編曲: 武部聡志・崎谷健次郎) | 斉藤由貴  | 崎谷健次郎 | 3:24 |
| 3.                                               | 「お引越し・忘れもの」                 | 斉藤由貴  | 亀井登志夫 | 4:48 |
| 4.                                               | 「いちご水のグラス」                   | 斉藤由貴  | MAYUMI     | 4:33 |
| 5.                                               | 「記憶」                               | 斉藤由貴  | 鈴木康博   | 4:38 |
| 6.                                               | 「アクリル色の微笑」                   | 斉藤由貴  | 崎谷健次郎 | 4:49 |
| 7.                                               | 「体育館は踊る」                       | 斉藤由貴  | 崎谷健次郎 | 3:45 |
| 8.                                               | 「今だけの真実」                       | 斉藤由貴  | MAYUMI     | 3:49 |
| 9.                                               | 「千の風音」                           | 斉藤由貴  | 武部聡志   | 4:37 |
| 10.                                              | 「風・夢・天使」                       | 斉藤由貴  | 来生たかお | 4:15 |
| 11.                                              | 「あなたの声を聞いた夜」               | 斉藤由貴  | 飯島真理   | 3:57 |
| 12.                                              | 「眠り姫」                             | 斉藤由貴  | 岡本朗     | 4:45 |
| 13.                                              | 「家族の食卓 (Long Version)」          | 斉藤由貴  | 岡本朗     | 7:31 |
| 合計時間:                                        | 合計時間:                              | 合計時間: | 59:51      |      |

### CD（25th Special）
| 全作詞: 斉藤由貴（特記以外）、全編曲: 武部聡志（特記以外）。 |                                                         |                      |            |      |
| #                                                            | タイトル                                                | 作詞                 | 作曲       | 時間 |
| 1.                                                           | 「予感」                                                | 斉藤由貴（特記以外） | 亀井登志夫 | 5:01 |
| 2.                                                           | 「月野原」(編曲: 武部聡志・崎谷健次郎)                  | 斉藤由貴（特記以外） | 崎谷健次郎 | 3:23 |
| 3.                                                           | 「お引越し・忘れもの」                                  | 斉藤由貴（特記以外） | 亀井登志夫 | 4:48 |
| 4.                                                           | 「いちご水のグラス」                                    | 斉藤由貴（特記以外） | MAYUMI     | 4:33 |
| 5.                                                           | 「記憶」                                                | 斉藤由貴（特記以外） | 鈴木康博   | 4:37 |
| 6.                                                           | 「今だけの真実」                                        | 斉藤由貴（特記以外） | MAYUMI     | 3:48 |
| 7.                                                           | 「体育館は踊る」                                        | 斉藤由貴（特記以外） | 崎谷健次郎 | 3:44 |
| 8.                                                           | 「アクリル色の微笑」                                    | 斉藤由貴（特記以外） | 崎谷健次郎 | 4:48 |
| 9.                                                           | 「風・夢・天使」                                        | 斉藤由貴（特記以外） | 武部聡志   | 4:15 |
| 10.                                                          | 「あなたの声を聞いた夜」                                | 斉藤由貴（特記以外） | 来生たかお | 3:57 |
| 11.                                                          | 「眠り姫」                                              | 斉藤由貴（特記以外） | 飯島真理   | 4:45 |
| 12.                                                          | 「家族の食卓」                                          | 斉藤由貴（特記以外） | 岡本朗     | 3:24 |
| 13.                                                          | 「ささやきの妖精」(作詞: 松本隆)                        | 斉藤由貴（特記以外） | 筒美京平   | 4:01 |
| 14.                                                          | 「雪灯りの町」(作詞: 松本隆)                            | 斉藤由貴（特記以外） | 来生たかお | 4:48 |
| 15.                                                          | 「指輪物語」(作詞: 松本隆 / 編曲: 武部聡志・崎谷健次郎) | 斉藤由貴（特記以外） | 崎谷健次郎 | 4:13 |
| 16.                                                          | 「追い風のポニー・テール」(作詞: 佐藤純子)              | 斉藤由貴（特記以外） | 来生たかお | 4:22 |
| 17.                                                          | 「あなたに会いたい」(作詞: 原由子)                      | 斉藤由貴（特記以外） | 原由子     | 4:38 |
| 18.                                                          | 「花嵐」(作詞: 来生えつこ)                              | 斉藤由貴（特記以外） | 来生たかお | 4:53 |
| 合計時間:                                                    | 合計時間:                                               | 合計時間:            | 77:58      |      |

### 曲解説
千の風音
演奏のみの楽曲。
NHK朝ドラ『はね駒』の撮影控室で書いたという、直筆の詩を掲載。

## 関連作品
- 「#CD」のトラック・ナンバー参照

ガラスの鼓動 - M-2・3・8
チャイム - M-1・4・6・11
風夢 - M-5・7・10・12・13

## 発売履歴
- 1987年12月16日 - LP、規格品番：C28A0613
- 1987年12月16日 - CD、規格品番：D32A0339
- 1987年12月16日 - CT、規格品番：28P6764
- 1989年03月21日 - GOLD CD、規格品番：D35A0480
- 2009年03月25日 - HQCD（紙ジャケット仕様）、規格品番：PCCA-50136